# Saint-Jean-de-Paracol
Saint-Jean-de-Paracol è un comune francese di 117 abitanti situato nel dipartimento dell'Aude nella regione dell'Occitania.

## Società

### Evoluzione demografica
Abitanti censiti